# Episodi di Three Rivers
La prima e unica stagione della serie televisiva Three Rivers è stata trasmessa negli Stati Uniti d'America sul canale CBS dal 4 ottobre al 22 novembre 2009; gli ultimi cinque episodi sono stati trasmessi sempre sullo stesso canale tra il 5 giugno e il 3 luglio 2010.
In Italia è stata trasmessa in prima visione da Rai 2 dall'8 aprile al 7 luglio 2011.
| nº | Titolo originale          | Titolo italiano       | Prima TV USA     | Prima TV Italia |
| -- | ------------------------- | --------------------- | ---------------- | --------------- |
| 1  | Place of Life             | Un posto per vivere   | 4 ottobre 2009   | 8 aprile 2011   |
| 2  | Ryan's First Day          | Tre vite in gioco     | 11 ottobre 2009  | 15 aprile 2011  |
| 3  | Good Intentions           | Vivere per gli altri  | 18 ottobre 2009  | 29 aprile 2011  |
| 4  | Code Green                | Lotta contro il tempo | 25 ottobre 2009  | 6 maggio 2011   |
| 5  | Alone Together            | Lezioni di vita       | 1º novembre 2009 | 20 maggio 2011  |
| 6  | Where We Lie              | Segreti del cuore     | 8 novembre 2009  | 21 maggio 2011  |
| 7  | The Luckiest Man          | Staccare la spina     | 15 novembre 2009 | 28 maggio 2011  |
| 8  | The Kindness of Strangers | Il potere dei soldi   | 22 novembre 2009 | 1º giugno 2011  |
| 9  | Win-loss                  | Una pesante decisione | 5 giugno 2010    | 3 giugno 2011   |
| 10 | A Roll of the Dice        | Giro di dadi          | 12 giugno 2010   | 8 giugno 2011   |
| 11 | Every Breath You Take     | Coraggio e pregiudizi | 19 giugno 2010   | 15 giugno 2011  |
| 12 | Case Histories            | Scelta di vita        | 26 giugno 2010   | 22 giugno 2011  |
| 13 | Status 1A                 | Fuori dall'incubo     | 3 luglio 2010    | 7 luglio 2011   |